# Marcel Raymond
Marcel Raymond (ur. 20 grudnia 1897 w Genewie, zm. 28 listopada 1981 w Genewie) – szwajcarski krytyk literacki, założyciel i członek szkoły genewskiej.

## Życiorys
Marcel Raymond był synem nauczycieli Charlesa i Alice Bordairon oraz mężem Claire Duchosal. Studiował w Genewie, a następnie na Sorbonie w Paryżu. Doktoryzował się w 1927 r. pracą na temat wpływu Pierre'a de Ronsarda na literaturę francuską, która z czasem stała się poważanym opracowaniem. W swojej książce De Baudelaire au surréalisme z 1933 r. rozważał problem odbioru poezji, której odczytywanie wymaga pełnego zaangażowania się przez czytelnika.
Raymond wykładał na Uniwersytecie w Lipsku, Uniwersytecie w Bazylei, a od 1936 r. na Uniwersytecie Genewskim, gdzie pozostał do emerytury w 1962 r. W późniejszej pracy badawczej skupiał się nad twórczością Jean-Jacquesa Rousseau.
W Genewie wraz z Jeanem Starobinskim oraz Jeanem Rusettem uczestniczył w tzw. szkole genewskiej, której był inicjatorem.